# 인디아나 존스: 그레이트 서클
《인디아나 존스: 그레이트 서클》(영어: Indiana Jones and the Great Circle)은 머신게임스가 개발하고 베데스다 소프트웍스가 배급한 2024년 어드벤처 액션 게임이다. 이 게임은 《인디아나 존스》 프랜차이즈를 기반으로 하며, 영화 시리즈에서 영감을 받은 독창적인 서사를 담고 있다. 《레이더스》(1981년)와 《인디아나 존스: 최후의 성전》(1989년) 사이의 시기인 1937년을 배경으로, 고고학자 인디아나 존스가 세계 지도상에서 완벽한 원을 이루는 신비한 유적지들을 일컫는 '그레이트 서클'과 연관된 힘을 차지하려는 여러 세력들을 저지하는 이야기를 다룬다. 게임의 무대는 페루, 코네티컷, 바티칸 시국, 태국, 이집트, 상하이, 티베트, 이라크 등 실제 세계 각지를 아우른다.
《그레이트 서클》은 주로 1인칭 시점으로 진행되며, 환경과의 상호작용과 같은 맥락적 요소들에서는 3인칭 시점이 사용된다. 플레이어는 인디를 조종하여 선형적인 스토리 중심 구역과 넓은 탐험 지역을 넘나들며 게임을 진행한다. 전투는 정면으로 맞서 싸우거나 잠행 기술을 활용하여 완전히 우회할 수 있으며, 주인공의 상징적인 채찍은 무기로 사용하거나 장애물을 건너고 다양한 퍼즐을 풀어 숨겨진 길과 수집품을 발견하는 도구로 활용된다.
베데스다와 머신게임즈는 2021년 1월 루카스필름 게임스와의 협력을 통해 게임 개발을 공동 발표했다. 예르크 구스타프손이 게임을 연출했으며, 작곡가 고디 하브는 존 윌리엄스가 영화에서 작곡한 클래식한 주제들을 재해석하고 새로운 곡들을 작곡했다. 베데스다 게임 스튜디오의 토드 하워드는 게임의 스토리를 구상했으며 자신의 열정 프로젝트로 여기며 제작 총괄을 맡았다. 영화에서 해리슨 포드가 연기한 주인공의 외모를 바탕으로 한 이 캐릭터의 목소리와 모션 캡처는 트로이 베이커가 맡았다. 알레산드라 마스트로나르디와 토니 토드가 조연 성우로 참여했다.
《인디아나 존스: 그레이트 서클》은 2024년 12월 9일 윈도우와 엑스박스 시리즈 X/S 버전으로 출시되었다. 플레이스테이션 5 버전은 2025년 초 출시 예정이다. 이 게임은 베이커가 연기한 존스의 연기력과 게임플레이, 스토리라인, 퍼즐, 전투 시스템 등에서 평론가들로부터 대체로 긍정적인 평가를 받았다.

## 게임플레이
《인디아나 존스: 그레이트 서클》은 다양한 장르의 게임플레이 스타일을 포함하는 액션 어드벤처 게임이다. 플레이어는 고고학자 인디아나 존스가 되어 잠행을 선택하거나 적과 직접 전투를 벌일 수 있다. 게임에는 선택적으로 해결할 수 있는 것들을 포함한 다양한 퍼즐이 있다. 존스의 채찍은 전투와 특정 지역을 이동하는 데 사용할 수 있다. 게임은 1인칭 시점으로 진행되지만, 존스가 채찍을 사용하여 틈새를 건너뛰거나 파이프와 벽을 오르는 등의 특정 게임플레이 동작과 컷신에서는 3인칭 시점으로 전환된다.

## 줄거리

### 등장인물과 배경
《인디아나 존스: 그레이트 서클》은 영화 시리즈에서 영감을 받은 독창적인 서사를 특징으로 한다. 이야기는 1937년을 배경으로 하며, 이는 첫 번째 영화 《레이더스》(1936년 배경)와 세 번째 영화 《인디아나 존스: 최후의 성전》(1938년 배경) 사이의 시기에 해당한다. 두 영화와 마찬가지로 게임은 제2차 세계 대전 이전을 배경으로 하며, 추축국(나치 독일, 파시스트 이탈리아, 일본 제국)이 다시 한 번 적대 세력으로 등장한다. 트로이 베이커가 목소리를 연기한 존스는 이탈리아 국가 파시스트당의 구성원인 검은 셔츠단과도 맞닥뜨리게 된다.
게임은 존스가 약혼자 매리언 래븐우드를 떠난 후의 이야기를 다룬다. 로커스라고 알려진 위압적인 인물(토니 토드 분)이 마셜 대학에서 유물을 도난당한 사건을 조사하기 위해 존스는 바티칸으로 향한다. 그는 역사적으로 영적 중요성을 지닌 유적지들이 건설되어 왔으며, 이 장소들의 위치가 지구를 완벽하게 둘러싸는 원을 이룬다는 사실을 발견한다. 바티칸 시국 외에도 페루, 코네티컷, 태국의 수코타이 사원, 이집트의 피라미드, 중국의 상하이, 눈 덮인 티베트, 이라크의 우르 지구라트 등이 주요 장소로 포함된다. 여정 중 존스는 이 사건에 관심을 가진 탐사 기자 지나 롬바르디(알레산드라 마스트로나르디 분)와 협력하게 된다. 이들은 적에게 심리적 조종을 가하는 에메리히 포스(마리오스 가브릴리스 분)와 대적하게 된다.

## 개발
2021년 1월 12일, 루카스필름 게임스와 베데스다 소프트웍스는 《인디아나 존스》 프랜차이즈를 기반으로 한 비디오 게임을 출시할 계획을 발표했다. 제니맥스 미디어의 자회사인 머신게임스가 개발을 맡았으며, 토드 하워드가 베데스다를 통해 제작 총괄을 맡았다. 하워드는 나치와 맞서 싸우는 《울펜슈타인》 시리즈를 개발한 머신게임즈가 《인디아나 존스》 프랜차이즈와 유사한 점이 있어 이 프로젝트를 개발하기에 이상적인 회사라고 생각했다. 하워드는 게임의 스토리를 구상했으며, 제작 총괄로서 게임 개발에 직접적으로 참여하기보다는 간헐적으로 진행 상황을 점검했다.
《인디아나 존스》의 팬인 하워드는 2009년경 조지 루카스에게 이와 같은 게임을 제안한 적이 있었으나, 당시 베데스다가 개발 자원이 부족했던 것을 포함한 여러 이유로 프로젝트는 진행되지 못했다. 또한 루카스필름이 게임의 배급을 원했으나 베데스다 역시 배급을 맡기를 원했고, 양측이 합의에 이르지 못했다.
2021년 게임 발표는 게임의 배경에 대한 다양한 이스터 에그와 힌트를 포함한 티저 트레일러와 함께 이루어졌다. 2021년 중반 기준으로 게임은 매우 초기 개발 단계에 있었다. 게임은 이드 테크를 기반으로 한 모터 게임 엔진을 사용해 개발되었다. 예르크 구스타프손이 게임 디렉터를 맡았다. 《리딕 연대기: 부처 베이 탈출》(2004년)과 《더 다크니스》(2007년)의 수석 디자이너를 역임했던 옌스 안데르손이 2022년 말에 2009년 계획되었던 게임과 같은 직책인 디자인 디렉터로 프로젝트에 합류했다. 《인디아나 존스》 팀에는 《더 다크니스》에서 일했던 개발자 20명 이상이 포함되어 있다.
게임의 제목, 스토리 상세, 첫 게임플레이 영상이 2024년 1월 18일 마이크로소프트 게이밍의 엑스박스 디벨로퍼_다이렉트 영상 발표를 통해 공개되었다. 또한 1인칭 시점이 공개되었는데, 이에 대해서는 엇갈린 반응이 있었다. 머신게임스에게 《인디아나 존스: 그레이트 서클》은 1인칭 시점 게임을 개발해온 전통을 이어가는 것이었으며, 《인디아나 존스》에서 큰 영감을 받은 《툼 레이더》와 《언차티드》 같은 3인칭 어드벤처 게임들과 차별화를 두기 위한 것이기도 했다. 1인칭 시점은 또한 플레이어가 인디아나 존스 역할에 완전히 몰입할 수 있도록 하기 위해 선택되었다.
루카스필름이 게임에 대한 최종 승인권을 가지게 되며, 이는 수년 만에 처음으로 선보이는 《스타워즈》가 아닌 루카스필름의 게임이자, 《인디아나 존스 어드벤처 월드》(2011년) 이후 첫 《인디아나 존스》 게임이 될 것이다. 게임은 인디아나 존스 배우 해리슨 포드의 외모를 사용하며, 트로이 베이커가 이 캐릭터의 목소리 연기를 맡았다. 다른 성우로는 지나 롬바르디 역의 알레산드라 마스트로나르디, 에메리히 포스 역의 마리오스 가브릴리스, 마지막 비디오 게임 연기 작품으로 로커스 역을 맡은 토니 토드가 있다. 사운드트랙은 영화 음악을 작곡한 존 윌리엄스의 작품을 바탕으로 고디 하브가 작곡했다. 하브는 이전에 《인디아나 존스 앤 더 스태프 오브 킹스》(2009년)의 음악을 작업한 바 있다. 게임의 특정 동작들은 모션 캡처 수트를 입은 스턴트맨들에 의해 제작되었다.

## 출시
《인디아나 존스: 그레이트 서클》은 2024년 12월 9일 윈도우와 엑스박스 시리즈 X/S 콘솔 한정 독점으로 출시될 예정이다. 플레이스테이션 5 버전은 2025년 봄 출시 예정이다. 게임은 출시와 동시에 엑스박스 게임 패스 얼티밋과 PC 게임 패스에서 이용 가능하며, 이후 콘솔용 스탠다드 등급에 추가될 예정이다. 《인디아나 존스: 최후의 성전》(1989년)에 영감을 받은 꾸미기 팩은 일반 예약 구매 보너스로 제공되거나 엑스박스 게임 패스 얼티밋 또는 PC 게임 패스에서 사전 다운로드 시 이용할 수 있다. 일반 버전과 함께 프리미엄 에디션과 컬렉터 에디션도 배포될 예정이다. 두 에디션 모두 2024년 12월 6일부터 3일 간의 얼리 액세스 기간을 제공하며, 《인디아나 존스: 마궁의 사원》(1984년)의 등장 모습에서 영감을 받은 추가 의상과 디지털 아트북, 출시와 동시에 게임의 스토리 확장팩 《거인의 수도회》에 즉시 접근할 수 있다. 컬렉터 에디션에는 추가로 스틸북 디스플레이 케이스, 디지털 게임 다운로드 코드가 포함된 올메이커 유물 실물 복제품, 인디의 것과 유사한 일지, 게임 스토리의 주요 장소가 표시되어 있고 숨겨진 수납 공간이 있는 28cm 지구본이 포함된다.
베데스다와 루카스필름의 모회사인 디즈니 간의 원래 계약은 게임이 멀티플랫폼 타이틀로 출시되어야 한다고 규정했으나, 마이크로소프트가 2021년 3월 제닉스 미디어를 인수하여 베데스다 소프트웍스와 머신게임즈의 소유권을 획득했을 때 해당 조건이 initially 수정되어 플레이스테이션 5 버전이 제외되었다. 디즈니는 윈도우와 엑스박스 시리즈 X/S가 당초 계획된 독점성을 정당화할 만큼 충분히 큰 시장을 형성한다고 판단했다. 2024년 2월, 마이크로소프트 게이밍이 자사의 퍼스트파티 소프트웨어를 비엑스박스 플랫폼에 출시하기 위한 준비를 하면서 베데스다가 엑스박스와 PC 버전 이후 《그레이트 서클》의 플레이스테이션 5 버전 출시를 내부적으로 검토 중이라는 보도가 있었고, 2024년 8월 이를 개발 중이라고 확인했다. 처음에 엑스박스 콘솔 독점작으로 발표했던 게임의 플레이스테이션 5 버전을 추진하기로 한 결정에 대해, 마이크로소프트 게이밍의 CEO 필 스펜서는 2024년 초에 플레이스테이션과 닌텐도 시스템에서 출시된 이전 엑스박스 타이틀 《펜티먼트》, 《그라운디드》, 《하이파이 러시》, 《씨 오브 시브즈》의 호평을 언급했다. 더불어 게임 개발에 대한 지원을 받기 위해 마이크로소프트에 수익을 제공해야 할 필요성과, 콘솔, PC, 클라우드 전반에 걸쳐 엑스박스 생태계를 성장시키면서 프랜차이즈에 대한 강한 관심을 유지하고자 하는 바람을 설명하며, 멀티플랫폼 개발을 "우리에게 효과가 있는 전략"이라고 표현했다.

### 다운로드 콘텐츠
《그레이트 서클》은 게임 출시 이후 《거인의 수도회》라는 제목의 스토리 확장팩을 공개할 예정이다. 이 확장팩은 엑스박스와 PC에서 게임의 프리미엄 에디션과 컬렉터 에디션 소유자들이 출시와 동시에 즉시 이용할 수 있다.

## 반응
《인디아나 존스: 그레이트 서클》은 리뷰 종합 사이트 메타크리틱에서 평론가들로부터 "대체로 호평"을 받았으며, 오픈크리틱에서는 평론가의 91%가 이 게임을 추천했다.